# Ferron (Utah)
Ferron es una ciudad en el condado de Emery, estado de Utah, Estados Unidos. Según el censo de 2000 la población era de 1.623 habitantes.

## Geografía
Ferron se encuentra en las coordenadas 39°5′27″N 111°7′59″O / 39.09083, -111.13306.
Según la oficina del censo de Estados Unidos, la ciudad tiene una superficie total de 5,8 km². No tiene superficie cubierta de agua.

## Demografía
Según el censo de 2000, había 1.623 habitantes, 512 casas y 415 familias residían en la ciudad. La densidad de población era 281,0 habitantes/km². Había 585 unidades de alojamiento con una densidad media de 101,3 unidades/km².
La máscara racial de la ciudad era 97,78% blanco, 0,25% afroamericano, 0,31% indio americano, 0,31% asiático, 0,31% de las islas del Pacífico, 0,43% de otras razas y 0,92% de dos o más razas. Los hispanos o latinos de cualquier raza eran el 1,60% de la población.
Había 512 casas, de las cuales el 47,3% tenía niños menores de 18 años, el 70,1% eran matrimonios, el 7,6% tenía un cabeza de familia femenino sin marido, y el 18,9% no eran familia. El 17,8% de todas las casas tenían un único residente y el 7,6% tenía sólo residentes mayores de 65 años. El promedio de habitantes por hogar era de 3,06 y el tamaño medio de familia era de 3,50.
El 35,6% de los residentes era menor de 18 años, el 7,6% tenía edades entre los 18 y 24 años, el 22,7% entre los 25 y 44, el 22,2% entre los 45 y 64, y el 11,9% tenía 65 años o más. La media de edad era 33 años. Por cada 100 mujeres había 99,4 hombres. Por cada 100 mujeres de 18 años o más, había 91,7 hombres.
El ingreso medio por casa en la ciudad era de 38.625$, y el ingreso medio para una familia era de 44.688$. Los hombres tenían un ingreso medio de 42.400$ contra 21.458$ de las mujeres. Los ingresos per cápita para la ciudad eran de 15.034$. Aproximadamente el 8,9% de las familias y el 13,1% de la población estaban por debajo del nivel de pobreza, incluyendo el 16,8% de menores de 18 años y el 3,5% de mayores de 65.
- Datos: Q482700
- Multimedia: Ferron, Utah / Q482700

1. ↑  Zip Data Maps, código ZIP n.º 84523.